# 南希·凱利
南希·凯利（英語：Nancy Kelly，1921年3月25日—1995年1月2日）是一位美国女演员、模特。
1921年，凯利出生於美國麻省洛厄爾的一個愛爾蘭裔家庭。她在早年就成爲了一名童星。她曾在1933年-1934年間於哥倫比亞廣播公司的廣播劇《綠野仙蹤》中出演多羅西。在1930年代和1940年代，她先後出演27部電影的女主角。1960年，她的名字登上了好萊塢星光大道。1995年，她在加州貝爾艾爾因糖尿病併發症去世。

## 電影作品列表
- 《The Untamed Lady（英语：The Untamed Lady）》（1926年）
- 《Mismates（英语：Mismates）》（1926年）
- 《大亨小傳》（The Great Gatsby）（1926年）
- 《Girl on the Barge（英语：Girl on the Barge）》（1929年）
- 《Glorifying the American Girl（英语：Glorifying the American Girl）》（1929年）未掛名
- 《Convention Girl（英语：Convention Girl）》（1935年）
- 《Submarine Patrol（英语：Submarine Patrol）》（1938年）
- 《Jesse James（英语：Jesse James (1939 film)）》（1939年）
- 《Tail Spin（英语：Tail Spin）》（1939年）
- 《Frontier Marshal（英语：Frontier Marshal (1939 film)）》（1939年）
- 《Stanley and Livingstone（英语：Stanley and Livingstone）》（1939年）
- 《He Married His Wife（英语：He Married His Wife）》（1940年）
- 《Sailor's Lady（英语：Sailor's Lady）》（1940年）
- 《Private Affairs（英语：Private Affairs (1940 film)）》（1940年）
- 《One Night in the Tropics（英语：One Night in the Tropics）》（1940年）
- 《Scotland Yard（英语：Scotland Yard (1941 film)）》（1941年）
- 《A Very Young Lady（英语：A Very Young Lady）》（1941年）
- 《Parachute Battalion（英语：Parachute Battalion）》（1941年）
- 《Fly-by-Night（英语：Fly-by-Night (film)）》（1942年）
- 《To the Shores of Tripoli（英语：To the Shores of Tripoli）》（1942年）
- 《Friendly Enemies（英语：Friendly Enemies）》（1942年）
- 《Tornado（英语：Tornado (film)）》（1943年）
- 《Women in Bondage（英语：Women in Bondage）》（1943年）
- 《Tarzan's Desert Mystery（英语：Tarzan's Desert Mystery）》（1943年）
- 《Gambler's Choice（英语：Gambler's Choice）》（1944年）
- 《Show Business（英语：Show Business (1944 film)）》（1944年）
- 《Double Exposure（英语：Double Exposure (1944 film)）》（1944年）
- 《Betrayal from the East（英语：Betrayal from the East）》（1945年）
- 《Song of the Sarong（英语：Song of the Sarong）》（1945年）
- 《The Woman Who Came Back（英语：The Woman Who Came Back）》（1945年）
- 《Follow That Woman（英语：Follow That Woman）》（1945年）
- 《Murder in the Music Hall（英语：Murder in the Music Hall）》（1946年）
- 《Crowded Paradise（英语：Crowded Paradise）》（1956年）
- 《The Bad Seed（英语：The Bad Seed (1956 film)）》（1956年）
- 《Murder at the World Series（英语：Murder at the World Series）》（1975年）